# Акинфеев, Игорь Владимирович
И́горь Влади́мирович Акинфе́ев (род. 8 апреля 1986, Видное, Московская область) — российский футболист, вратарь. С начала карьеры выступает за ЦСКА, действующий капитан команды. С 2004 по 2018 годы играл в национальной сборной России, провёл 111 матчей, был капитаном команды на домашнем чемпионате мира 2018. Заслуженный мастер спорта России (2005). Шестикратный чемпион России, восьмикратный обладатель Кубка России, восьмикратный обладатель Суперкубка России, обладатель Кубка УЕФА, бронзовый призёр чемпионата Европы 2008.
Самый титулованный футболист в истории России (23 трофея).
Самый «преданный» футболист среди действующих игроков топ-10 лиг Европы.
Одиннадцатикратный обладатель приза «Вратарь года» имени Льва Яшина. Возглавляет клуб Льва Яшина и входит в клуб Игоря Нетто. Занял 15-е место в списке лучших вратарей 2001—2011 годов по версии IFFHS.

## Клубная карьера

### Сезон 2003

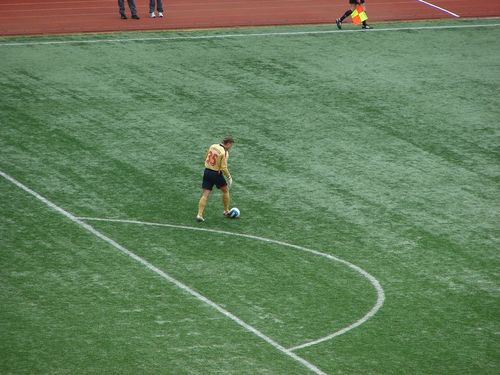
Игорь Акинфеев

В межсезонье 2002 и 2003 годов 16-летний Акинфеев проходил предсезонные сборы с основным составом ЦСКА в Израиле, где, по мнению газеты «Спорт-Экспресс»: «уверенной, не по годам зрелой игрой произвёл фурор и выглядел сильнее Мандрыкина».
Газзаеву его посоветовал Юрий Николаевич Аджем, он работал в молодёжной команде. Травмировался Веня Мандрыкин. Аджем говорит: «Есть талантливый мальчишка, посмотрите». Вечером Аджему звонит Газзаев. Юрий Николаевич сильно напрягся, боялся, что услышит о себе много интересного, мол, кого он привёл. Газзаев действительно начал разговор с этого: «Кого ты мне привёл? Ему забить не могут, у меня у нападающих уверенность падает». С того дня Акинфеев не покидал первую команду.
Первый матч на взрослом уровне провёл 29 марта 2003 года за ЦСКА в 1/8 финала кубка РФПЛ против петербургского «Зенита» на «Петровском»: вышел на второй тайм вместо Дмитрия Крамаренко и отыграл свой отрезок «на ноль», продемонстрировав хладнокровие и хорошую реакцию.
В Премьер-лиге дебютировал 31 мая. ЦСКА на выезде встречался с «Крыльями Советов» и выиграл 2:0, а Акинфеев отразил пенальти на последних минутах встречи от лидера клуба Андрея Каряки. По итогам встречи был признан лучшим игроком матча. Всего в чемпионате 2003 года провёл тринадцать матчей, в которых пропустил одиннадцать мячей. По итогам соревнования ЦСКА и Акинфеев впервые стали чемпионами России.
В Кубке России 2003/04 провёл два матча. Дебют состоялся 5 ноября против команды «Елец» (3:1). Второй матч в 1/8 финала против «Уралана» Акинфеев отыграл «насухо» — 4:0.
В сезоне 2003 года провёл один матч в еврокубках — дебютировал 30 июля в первом матче второго квалификационном раунде Лиги чемпионов дома против македонского клуба «Вардар» (1:2). По мнению Рината Дасаева, Акинфеева в первом пропущенном голе подвела несогласованность с защитником. В ответном матче (1:1) играл Мандрыкин, а ЦСКА сенсационно выбыл из турнира.

### Сезон 2004

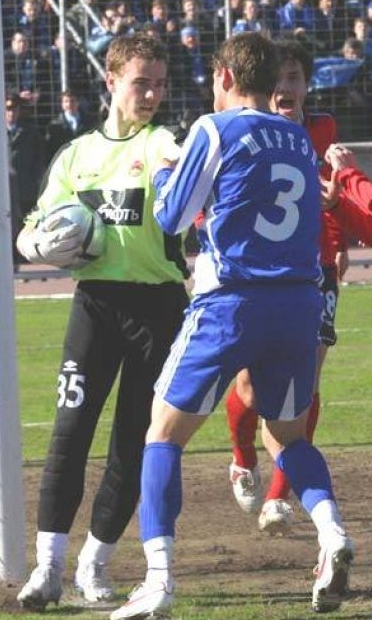
Игорь Акинфеев в потасовке с Мартином Шкртелом. 17 апреля 2005

В матче на Суперкубок против московского «Спартака» (3:1), который состоялся 7 марта, Акинфеев провёл на поле все 90 минут. Единственный гол пропустил на 14-й минуте после штрафного удара Калиниченко.
В новом сезоне стал твёрдым игроком основы. В первых трёх матчах чемпионата 2004 он неизменно выходил в стартовом составе ЦСКА. В третьем туре, в матче против самарского клуба «Крылья Советов», на последних минутах игры был удалён с поля за удар соперника рукой — Ковба на 79 минуте забил гол, а набежавший Короман ударил по отскочившему от сетки ворот мячу и попал в лицо Акинфеева, после чего возникла потасовка. За это нарушение Акинфеев был дисквалифицирован на пять матчей. Во время дисквалификации провёл за дубль четыре матча и пропустил два мяча. Всего в сезоне 2004 года Акинфеев провёл в чемпионате России 26 матчей, в которых пропустил 15 мячей. По итогам сезона ЦСКА завоевал серебряные медали первенства, а Акинфеев был признан лучшим вратарём России, вошёл в число «33 лучших» под № 3 и был признан лучшим молодым вратарём мира по версии телеканала «Fox Sports».
В Кубке России 2004/05 начал играть со стадии 1/8 финала. В финале ЦСКА обыграл «Химки» 1:0 и во второй раз стал обладателем кубка России. Всего Акинфеев провёл семь матчей на Кубок, в которых пропустил три мяча.
В Лиге чемпионов дебютировал 27 июля 2004 года в матче против азербайджанского «Нефтчи» (0:0), в ответном матче в Москве сильнее оказались армейцы — 2:0. В групповом этапе Акинфеев провёл все шесть матчей и пропустил пять мячей. В итоге армейцы заняли третье место и получили возможность продолжить выступление в Кубке УЕФА весной 2005 года.

### Сезон 2005
В 2005 году продолжал оставаться первым номером ЦСКА и выиграл вместе с клубом Кубок УЕФА, чемпионат и Кубок России; по ходу всего сезона показывал уверенную игру и получил широкую известность в Европе. В Премьер-лиге провёл 29 матчей из 30, в Кубке России 7 матчей и 15 матчей в еврокубках. В сборной России стал первым номером, выиграв конкуренцию у Сергея Овчинникова и Вячеслава Малафеева; в общей сложности 19-летний голкипер провёл в сборной 7 матчей.

### Сезон 2006
После выступления Акинфеева в групповом турнире Лиги чемпионов 2006/07, в котором вратарю удалось 362 минуты не пропускать голов, его стали считать одним из самых перспективных вратарей (его часто сравнивали с Львом Яшиным), а весной 2007 года появилась информация о заинтересованности в его приобретении лондонским «Арсеналом». Однако позже в одном из интервью Акинфеев заявил, что в ближайшие четыре года он не собирается уходить из ЦСКА.

### Сезон 2007
6 мая 2007 года, в матче 8-го тура чемпионата России против «Ростова» получил тяжёлую травму. После борьбы за верховой мяч в штрафной с Миланом Вьештицей последний буквально упал Акинфееву на колено. Вратаря экстренно заменили. У Акинфеева был диагностирован разрыв крестообразных связок колена: врачи сомневались, что вратарь сможет вернуться до конца сезона. Однако интенсивное лечение помогло Акинфееву вернуться в команду до окончания чемпионата. Первый матч после травмы он провёл 3 ноября 2007 года в рамках 29 тура против «Кубани» (1:0).
Из-за травмы пропустил оставшиеся матчи отборочного цикла Евро-2008, но посетил несколько игр (с Англией дома и с Андоррой в гостях) в качестве зрителя.

### Сезон 2008
В январе 2008 года продлил контракт с ЦСКА до 2011 года. Матч 16-го тура Российской премьер-лиги между ЦСКА и «Крыльями Советов» стал для Акинфеева сотым сухим матчем в карьере, он стал самым молодым вратарём в истории российского/советского футбола, достигшего отметки в сто матчей на ноль. Отразил два пенальти в матче против ФК «Москва». В чемпионате России 2008 года провёл 30 матчей, пропустив 24 гола.

### Сезон 2009
12 апреля 2009 года в матч 4-го тура ЦСКА — «Локомотив» пропустил сотый гол в чемпионатах России. Для того чтобы достичь этой цифры, соперникам понадобилось 140 матчей. До этого лучший результат принадлежал Антонину Кински — 120 матчей.

### Сезон 2010
Выиграл серебряные медали чемпионата России.

### Сезон 2011/12
22 мая завоевал с ЦСКА свой 5-й Кубок России. В полуфинале в послематчевых пенальти против «Спартака» отразил удар Дмитрия Комбарова.
28 августа на 28-й минуте матча 22-го тура чемпионата против «Спартака» (2:2) получил полный разрыв передней крестообразной связки левого колена (которое было прооперировано в 2007 году), разрыв внутреннего мениска и эдему кости в результате падения после столкновения с Веллитоном. 7 сентября перенёс операцию в немецкой клинике. 4 февраля 2012 года приступил к тренировкам по индивидуальной программе. С 11 марта приступил к полноценной тренировочной работе в общей группе и полетел с командой в Мадрид на ответный матч с «Реалом» в рамках 1/8 финала Лиги чемпионов, однако в заявку не попал. Впервые после травмы вышел на поле 14 апреля в матче с «Зенитом», в котором ЦСКА проиграл 0:2.
Я не люблю называть людей героями. Герои были во время Великой Отечественной войны. Но Игорь — мужественный человек, с двумя такими травмами. Достаточно одной такой травмы — и люди не играют. Он не то что не уронил свой уровень, он его только поднял. И продолжает уже больше десяти лет играть на высочайшем уровне. Не только в ЦСКА, но и в сборной. Поэтому о нём можно говорить, что человек очень мужественный, пример для подражания для мальчишек.С. И. Овчинников

### Сезон 2012/13
2 сентября 2012 года в 7-м туре чемпионата в гостевой игре против «Краснодара» провёл юбилейный 100-й «сухой» матч в российской Премьер-лиге. Матч 28-го тура против московского «Локомотива» стал для голкипера 250-м в чемпионатах России.
В сезоне 2012/13 в четвёртый раз стал чемпионом России, а также стал обладателем Кубка и Суперкубка России.

### Сезон 2013/14
13 июля 2013 года завоевал вместе с ЦСКА свой 5-й Суперкубок России, обыграв «Зенит» со счётом 3:0. Первый сухой матч в чемпионате России провёл в 4-м туре 4 августа в гостевом матче против «Рубина» (0:0).
1 февраля 2014 года подписал с клубом новый контракт до конца сезона-2018/19.
11 мая 2014 года отыграл на ноль 203-й матч в карьере и догнал по этому показателю легендарного советского вратаря Льва Яшина, а 15 мая, не пропустив ни одного гола в матче 30-го тура против «Локомотива», обогнал Яшина. В тот же день стал пятикратным чемпионом России.

### Сезон 2014/15
Сезон начался для Акинфеева с завоевания Суперкубка России, который ЦСКА выиграл в матче против «Ростова».
13 августа 2014 года в игре против «Терека» (1:0) Акинфеев стал рекордсменом ЦСКА по количеству матчей в чемпионате России (283 матча), опередив Сергея Семака.
29 ноября 2014 года в 15 туре чемпионата страны в игре против ФК «Уфа» (5:0) сыграл свой 130 сухой матч, обойдя Сергея Овчинникова (129) и установил новый рекорд по количеству сухих матчей в чемпионате России.

### Сезон 2015/16
31 октября 2015 года в матче первенства России ЦСКА — «Уфа» (2:0) сыграл на ноль 232-й официальный матч за российские команды — ЦСКА и сборную России — в карьере и повторил результат Рината Дасаева, который более 28 лет был рекордсменом по числу «сухих» матчей.

### Сезон 2016/17
В сезоне 2016/17 продолжил превосходить рекорды Льва Яшина и Рината Дасаева:
- 7 сентября 2016 года установил новый рекорд по количеству проведённых матчей за сборную страны среди вратарей — товарищеский матч против Ганы стал для него 92-м[52].
- 15 ноября 2016 года установил рекорд по количеству сухих матчей за сборную России — товарищеский матч с Румынией стал для Акинфеева 45-м, в котором он отыграл «на ноль»[53].
- 3 декабря 2016 года провёл 253-й сухой матч в карьере и вышел на первое место среди отечественных вратарей[54].
- 11 марта 2017 года в домашней игре против «Томи» провёл 161-й сухой матч в чемпионате страны и сумел превзойти рекорд Льва Яшина, простоявший почти 50 лет[источник не указан 2655 дней].

### Сезон 2017/18
В сезоне 2017/18 провёл 4 «сухих» матча в квалификации Лиги чемпионов, ещё один — в групповом этапе и два — в Лиге Европы. В августе 2017 года получил травму колена и был вынужден пропустить два матча команды в премьер-лиге. В матче 16 тура против будущего чемпиона России «Локомотива» отразил пенальти Мануэла Фернандеша; встреча завершилась со счётом 2:2. Вместе с ЦСКА дошёл до 1/4 финала Лиги Европы и завоевал серебряные медали чемпионата России.

### Сезон 2018/19
29 августа 2018 года продлил контракт с ЦСКА до окончания сезона-2021/22.
23 ноября установил очередной рекорд — по числу матчей за один клуб (стало 582 игры за ЦСКА), превзойдя Олега Блохина («Динамо» Киев).
2 декабря стал первым вратарём в истории советского и российского футбола, сыгравшим 300 матчей «на ноль».

### Сезон 2019/20
В апреле 2020 года портал Transfermarkt показал рейтинг самых преданных одному клубу из числа действующих футболистов среди топ-10 лиг Европы. Акинфеев занял в этом рейтинге первое место.
По окончании сезона в очередной раз признан РФС лучшим вратарём РПЛ в чемпионате.

### Сезон 2020/21
Перед началом сезона 2020/2021 завёл страницу в инстаграм.
В играх сезона с участием ЦСКА неоднократно (в матчах с «Ахматом», «Спартаком», «Динамо») признавался лучшим игроком матча. 26 октября 2020 года в игре 12-го тура против тульского «Арсенала» (5:1) достиг отметки в 650 официальных матчей за ЦСКА. 8 ноября в матче 14-го тура с «Ростовом» (2:0) отразил пенальти, пробитый Романом Ерёменко, установив тем самым рекорд чемпионатов России по отраженным пенальти (15) и по общему количеству пенальти, не забитых в его ворота (19). 29 ноября 2020 года для Игоря Акинфеева состоялся 500-й матч в качестве капитана ЦСКА — игра против казанского «Рубина».
При содействии Акинфеева в ноябре 2020 года в Реутове открылась «Академия вратарского мастерства Игоря Акинфеева и Вячеслава Чанова».
12 апреля 2021 года на 24-й минуте второго тайма домашнего матча чемпионата России против «Ротора» Акинфеев превзошёл своего бывшего одноклубника Сергея Игнашевича по общему числу минут, сыгранных в первенстве страны (к концу основного времени матча их стало 42870 против 42848).

### Сезон 2021/22
21 августа 2021 года, выйдя в стартовом составе на матч против «Ахмата», обошёл Сергея Игнашевича по количеству матчей в чемпионате страны, установив новый рекорд (490 матчей против 489). 17 октября 2021 в матче 11-го тура Российской премьер-лиги против «Урала» Игорь Акинфеев сыграл за армейский клуб в статусе капитана в 400-й раз в премьер-лиге. 21 ноября 2021 года против «Химок» (0:0) Акинфеев сыграл 500-й матч в чемпионате России и 800-й матч в карьере.
20 мая 2022 года продлил контракт с ЦСКА на два года.

### Сезон 2022/23
16 июня 2022 года начал свой 20-й сезон в чемпионате России. 4 сентября 2022 года, в игре против «Крыльев Советов» провёл свой 300-й «сухой» матч в составе ЦСКА. 23 февраля 2023 года, в кубковой игре против «Краснодара» (3:0) провёл свой 350-й «сухой» матч в карьере.
По итогам сезона вместе с ЦСКА завоевал серебряные медали чемпионата России. 11 июня 2023 года ЦСКА выиграл Кубок России, обыграв «Краснодар» в серии пенальти со счётом 6:5 (1:1 в основное время). Акинфеев отразил два удара с точки. Этот трофей стал для него 21-м в карьере.

### Сезон 2023/24
В августе пропустил три игры подряд, что объяснялось «небольшим дискомфортом». В концовке чемпионата также два раза оставался на скамейке. В Кубке России из 12 матчей провёл только один; в этих играх выступал Владислав Тороп. 15 мая гостевой игре с «Зенитом» был в запасе, но вместо травмированного Торопа вышел Владимир Шайхутдинов. 24 мая подписал новый контракт с ЦСКА до лета 2026 года.

### Сезон 2024/25
Обновил собственный рекорд чемпионатов России, сыграв в 22-м сезоне. 1 июня 2025 года вышел в стартовом составе в суперфинале FONBET Кубка России, сыграл весь матч и не пропустил ни одного мяча в свои ворота. После матча отразил 2 пенальти в серии пенальти и завоевал вместе с ЦСКА Кубок России.

### Сезон 2025/26
Обновил собственный рекорд чемпионатов России, сыграв в 23-м сезоне.  Матч 9 августа 2025 года против «Рубина» (5:1) стал для Игоря Акинфеева 600-м в чемпионате России. Это 9й показатель по числу матчей среди ведущих чемпионатов мира. Отстаёт на 2 матча (602) от 8го места - рекордсмена по количеству матчей, проведённых в Бундеслиге, Карл-Хайнца Кёрбеля. И на 58 матчей (658) от 2го места - рекордсмена по количеству игр в чемпионате Италии Джанлуиджи Буффона.

## Карьера в сборной
После первой игры за основной состав ЦСКА в чемпионате России был вызван в главную сборную страны. Однако в 2003 году он за основную команду России так и не сыграл. 5 сентября Акинфеев дебютировал за олимпийскую сборную России в матче против сборной Ирландии (0:2). Всего за олимпийскую сборную провёл два матча, во втором, против сборной Швейцарии, россияне уступили 1:2.
В сезоне 2004 года провёл за сборную один товарищеский матч. Свой первый матч за сборную России сыграл 28 апреля в возрасте 18 лет и 20 дней против сборной Норвегии (2:3), став самым молодым дебютантом в сборной за всю её историю. 17 ноября 2022 года Сергей Пиняев побил данный рекорд в возрасте 18 лет и 15 дней, но Акинфеев провёл матч полностью — без замены.
Летом 2004 года принял участие в чемпионате Европы, на котором стал самым молодым игроком среди всех заявленных, однако оказался единственным из 23 игроков сборной России, так и не вышедшим на поле..

### Чемпионат Европы 2008

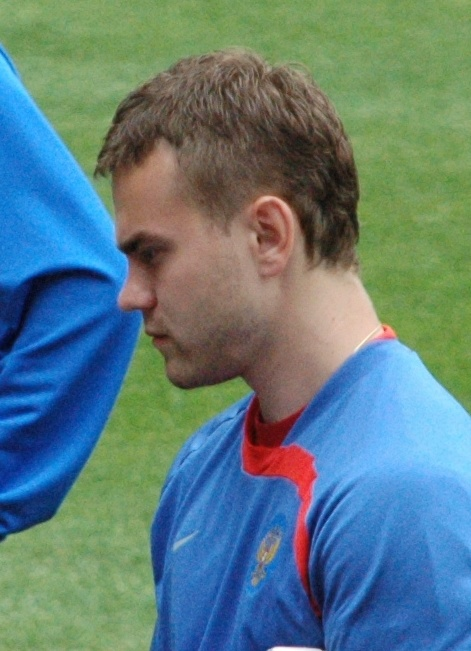
Акинфеев во время Евро 2008

В 2008 году являлся одним из ключевых игроков сборной и провёл без замен все матчи чемпионата Европы 2008, где сборная России дошла до полуфинала. Часть цикла квалификации к Евро-2008 он вынужден был пропустить из-за травмы. На самом чемпионате Европы Акинфеев провёл все пять матчей, сыгранных сборной, и пропустил восемь мячей: четыре мяча в первой игре против Испании, один мяч в четвертьфинале против Нидерландов и три мяча в полуфинале с Испанией. Отстоял «на ноль» в победных матчах группового этапа против сборных Греции (1:0) и Швеции (2:0).

#### Отбор на Евро-2012
Осенью 2010 года выступал с переменным успехом. В домашнем матче со сборной Словакии в отборочном турнире Евро-2012 он неудачно сыграл с Березуцким, в результате чего голом отметился словак Стох. В этом матче сборная потерпела поражение 0:1. В гостевом матче со сборной Македонии взял пенальти, чем помог одержать минимальную победу 1:0. В товарищеском матче со сборной Бельгии в одном эпизоде, неудачно сыграв на выходе, отдал мяч Ромелу Лукаку, что привело к голу.
10 августа 2011 года в игре против сборной Сербии (1:0) провёл 50-й матч за сборную, вступив в Клуб Игоря Нетто. Травма в матче против «Спартака» не позволила ему продолжить выступления за сборную в 2011 году. В оставшихся отборочных матчах его заменил Вячеслав Малафеев. Акинфеев успел восстановиться к Евро-2012 и попал в заявку на турнир, однако на поле не появлялся.

#### Отбор на ЧМ-2014

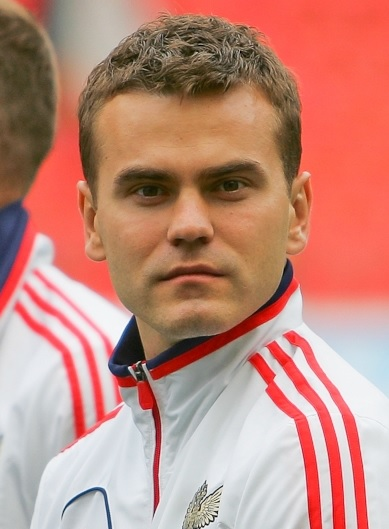
Акинфеев в составе сборной в сентябре 2012 года

Матч сборных России и Португалии 12 октября 2012 года в Лужниках стал 400-м в карьере. Юбилей отпраздновал очередным (174-м) «сухим» матчем. 16 октября 2012 года в отборочном матче на ЧМ-2014 против сборной Азербайджана установил рекорды по продолжительности сухой серии среди советских и российских вратарей — 708 минут без пропущенного гола за сборную — и по «сухим» матчам за сборную подряд среди российских вратарей — восемь. Серия Акинфеева, начавшаяся после игры против сборной Армении 4 июня 2011 года (отборочные матчи ЧЕ-2012), в которой он пропустил один мяч (итоговый счёт 3:1), прервалась 7 июня 2013 года в матче против Португалии, проходившем в Лиссабоне, где на девятой минуте игры гол в ворота сборной России забил Элдер Поштига после навеса со штрафного. В итоге сухая серия Акинфеева в матчах за сборную составила 761 минуту (11 матчей).

#### Травма в матче против Черногории и Евро-2016
27 марта 2015 года в гостевом матче против сборной Черногории на первой минуте матча черногорский фанат Лука Лазаревич кинул с трибун зажжённый файер, который попал в Акинфеева. Он получил ожог шеи, травму шеи и головы и был унесён с поля на носилках. Позже Лазаревич принёс извинения, уверил, что не бросал файер целенаправленно в игрока. Лука Лазаревич сам пришёл в полицию, где был арестован, и осуждён на 3,5 месяца тюрьмы. Акинфеев не стал выдвигать ему никаких обвинений. Матч был продолжен без Акинфеева, но позже на 67-й минуте всё же остановлен из-за продолжившихся беспорядков. После того, как Роман Широков не реализовал пенальти, на поле полетели посторонние предметы, между соперниками вспыхнула потасовка. Судья встречи Дениз Айтекин принял решение матч прекратить. Позже сборной Черногории было засчитано поражение со счётом 0:3.
На Евро-2016 провёл 3 игры и пропустил 6 мячей. Сборная России не смогла выйти из группы, заняв четвёртое место.

### Чемпионат мира 2014 года и Кубок конфедераций

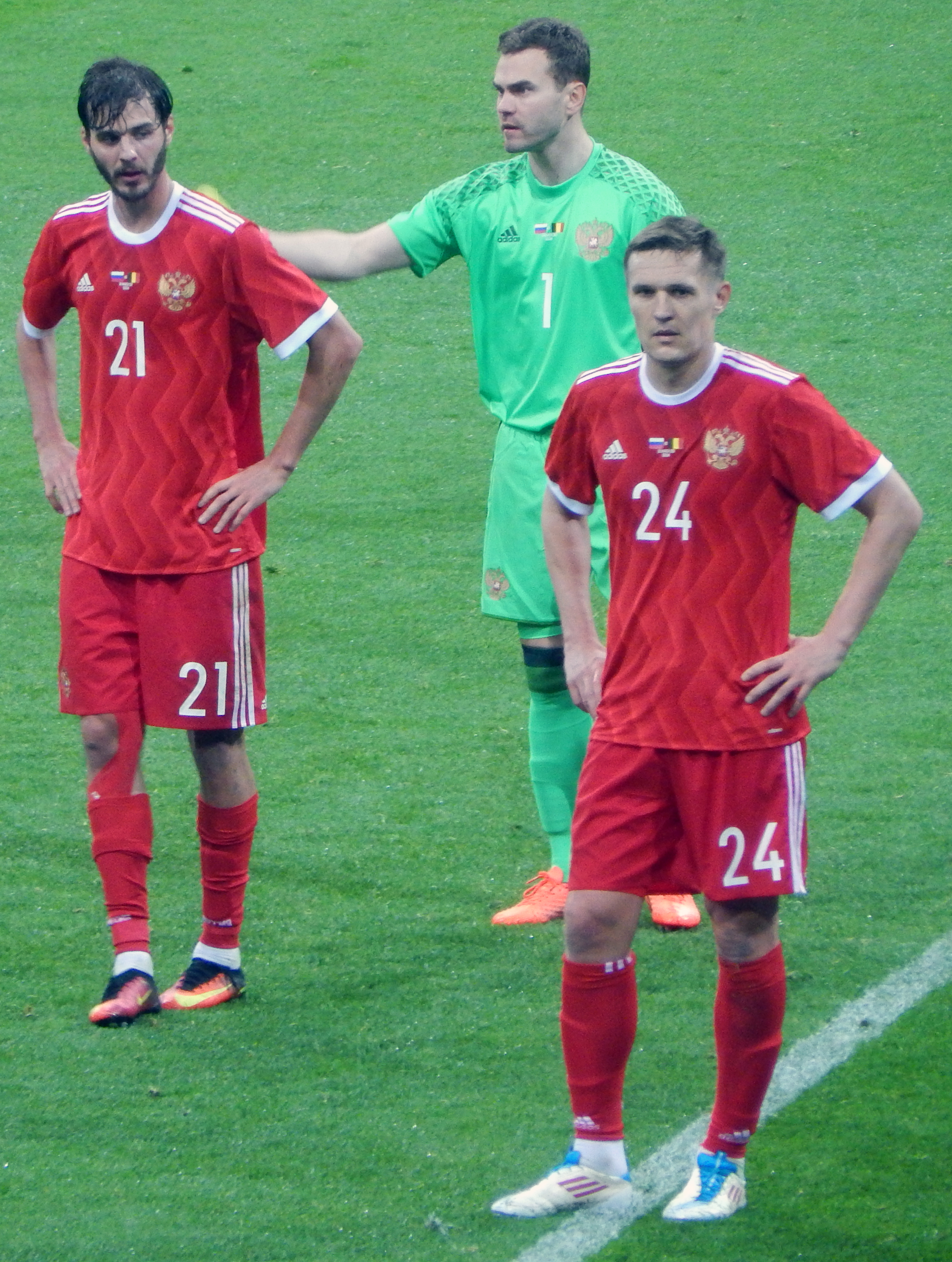
Акинфеев (в центре) в матче за сборную против бельгийцев в Сочи (2017)

В первом матче на чемпионате мира в Бразилии против сборной Южной Кореи пропустил «нелепый гол» после «детской ошибки», как охарактеризовал случившееся сам Акинфеев. После матча он заявил, что «дело не в мяче, а в руках», и извинился перед всеми болельщиками сборной России. В матче со сборной Бельгии, завершившемся со счётом 1:0 в пользу бельгийцев, Акинфееву, по утверждению Фабио Капелло, в течение 10 минут светили в глаза лазером с трибун. В матче со сборной Алжира Акинфеев, неудачно пойдя на перехват, позволил соперникам сравнять счёт (1:1). В результате сборная России не вышла из группы. По итогам группового этапа итальянское издание La Gazzetta dello Sport включило Акинфеева в символическую сборную из футболистов, проваливших чемпионат мира.
23 марта 2017 года был выбран капитаном сборной. На Кубке конфедераций провёл 3 игры и пропустил 3 гола; также на этом турнире сыграл свой 100-й матч за сборную команду России.

#### Чемпионат мира 2018
Капитан сборной России на домашнем чемпионате мира по футболу 2018. Отстоял на ноль в матче-открытии чемпионата против сборной Саудовской Аравии, завершившемся победой сборной России (5:0). В группе сборная России заняла второе место с 6 очками, победив также Египет и уступив Уругваю, и вышла в 1/8 финала, где соперником стала сборная Испании. Акинфеев выходил в стартовом составе во всех матчах сборной. Встреча с испанцами проходила 1 июля на стадионе Лужники. Основное и дополнительное время матча завершились со счётом 1:1, в серии послематчевых пенальти Акинфеев отразил удары Коке и Яго Аспаса, а все четыре удара сборной России были точны, в результате чего команда вышла в 1/4 финала. Акинфеев был признан лучшим игроком матча, а его последний «сэйв», в котором он ногой выбил мяч после удара Аспаса, получил неофициальное название «нога бога». В четвертьфинальном матче против Хорватии (2:2), также закончившемся серией послематчевых пенальти, отразил удар Матео Ковачича, но россияне проиграли, не забив два пенальти. По итогам ЧМ-2018 он был награждён орденом Почёта.
1 октября 2018 года заявил, что завершает карьеру в сборной России.

## Статистика

### Клубная
| Клуб          | Сезон   | Чемпионат России | Чемпионат России | Чемпионат России | Кубок России | Кубок России | Кубок России | Кубок Премьер-Лиги | Кубок Премьер-Лиги | Кубок Премьер-Лиги | Суперкубок России | Суперкубок России | Суперкубок России | Кубок УЕФА Лига Европы | Кубок УЕФА Лига Европы | Кубок УЕФА Лига Европы | Лига чемпионов | Лига чемпионов | Лига чемпионов | Суперкубок УЕФА | Суперкубок УЕФА | Суперкубок УЕФА | Всего | Всего | Всего |
| Клуб          | Сезон   | Игры             | Голы             | С.м.             | Игры         | Голы         | С.м.         | Игры               | Голы               | С.м.               | Игры              | Голы              | С.м.              | Игры                   | Голы                   | С.м.                   | Игры           | Голы           | С.м.           | Игры            | Голы            | С.м.            | Игры  | Голы  | С.м.  |
| ------------- | ------- | ---------------- | ---------------- | ---------------- | ------------ | ------------ | ------------ | ------------------ | ------------------ | ------------------ | ----------------- | ----------------- | ----------------- | ---------------------- | ---------------------- | ---------------------- | -------------- | -------------- | -------------- | --------------- | --------------- | --------------- | ----- | ----- | ----- |
| ЦСКА (Москва) | 2003    | 13               | −11              | 6                | 2            | −1           | 1            | 2                  | −1                 | 1                  | 0                 | 0                 | 0                 | 0                      | 0                      | 0                      | 1              | −2             | 0              | 0               | 0               | 0               | 18    | −15   | 8     |
| ЦСКА (Москва) | 2004    | 26               | −15              | 14               | 1            | −1           | 0            | 0                  | 0                  | 0                  | 1                 | −1                | 0                 | 0                      | 0                      | 0                      | 10             | −7             | 4              | 0               | 0               | 0               | 38    | −24   | 18    |
| ЦСКА (Москва) | 2005    | 29               | −17              | 15               | 7            | −4           | 3            | 0                  | 0                  | 0                  | 0                 | 0                 | 0                 | 15                     | −11                    | 6                      | 0              | 0              | 0              | 1               | −3              | 0               | 52    | −35   | 24    |
| ЦСКА (Москва) | 2006    | 28               | −25              | 12               | 7            | −2           | 5            | 0                  | 0                  | 0                  | 1                 | −2                | 0                 | 0                      | 0                      | 0                      | 8              | −5             | 6              | 0               | 0               | 0               | 44    | −34   | 23    |
| ЦСКА (Москва) | 2007    | 10               | −6               | 5                | 2            | −1           | 1            | 0                  | 0                  | 0                  | 1                 | −2                | 0                 | 2                      | −1                     | 1                      | 3              | −8             | 0              | 0               | 0               | 0               | 18    | −18   | 7     |
| ЦСКА (Москва) | 2008    | 30               | −24              | 12               | 2            | −3           | 0            | 0                  | 0                  | 0                  | 0                 | 0                 | 0                 | 6                      | −6                     | 2                      | 0              | 0              | 0              | 0               | 0               | 0               | 38    | −33   | 14    |
| ЦСКА (Москва) | 2009    | 30               | −30              | 10               | 4            | −3           | 2            | 0                  | 0                  | 0                  | 1                 | −1                | 0                 | 4                      | −3                     | 2                      | 6              | −10            | 0              | 0               | 0               | 0               | 45    | −47   | 14    |
| ЦСКА (Москва) | 2010    | 28               | −22              | 10               | 1            | 0            | 1            | 0                  | 0                  | 0                  | 1                 | −1                | 0                 | 7                      | −3                     | 4                      | 4              | −4             | 0              | 0               | 0               | 0               | 41    | −30   | 15    |
| ЦСКА (Москва) | 2011/12 | 28               | −23              | 11               | 4            | −5           | 1            | 0                  | 0                  | 0                  | 1                 | −1                | 0                 | 4                      | −3                     | 2                      | 0              | 0              | 0              | 0               | 0               | 0               | 37    | −32   | 14    |
| ЦСКА (Москва) | 2012/13 | 29               | −22              | 16               | 2            | −1           | 1            | 0                  | 0                  | 0                  | 0                 | 0                 | 0                 | 2                      | −2                     | 1                      | 0              | 0              | 0              | 0               | 0               | 0               | 33    | −25   | 18    |
| ЦСКА (Москва) | 2013/14 | 29               | −24              | 13               | 3            | −1           | 2            | 0                  | 0                  | 0                  | 1                 | 0                 | 1                 | 0                      | 0                      | 0                      | 6              | −17            | 0              | 0               | 0               | 0               | 39    | −42   | 16    |
| ЦСКА (Москва) | 2014/15 | 30               | −27              | 11               | 2            | −1           | 1            | 0                  | 0                  | 0                  | 1                 | −1                | 0                 | 0                      | 0                      | 0                      | 6              | −13            | 0              | 0               | 0               | 0               | 39    | −42   | 12    |
| ЦСКА (Москва) | 2015/16 | 30               | −25              | 15               | 3            | −5           | 1            | 0                  | 0                  | 0                  | 0                 | 0                 | 0                 | 0                      | 0                      | 0                      | 10             | −16            | 0              | 0               | 0               | 0               | 43    | −46   | 16    |
| ЦСКА (Москва) | 2016/17 | 29               | −15              | 19               | 0            | 0            | 0            | 0                  | 0                  | 0                  | 1                 | −1                | 0                 | 0                      | 0                      | 0                      | 6              | −11            | 0              | 0               | 0               | 0               | 36    | −27   | 19    |
| ЦСКА (Москва) | 2017/18 | 28               | −20              | 15               | 0            | 0            | 0            | 0                  | 0                  | 0                  | 0                 | 0                 | 0                 | 6                      | −9                     | 2                      | 10             | −10            | 5              | 0               | 0               | 0               | 44    | −39   | 22    |
| ЦСКА (Москва) | 2018/19 | 30               | −23              | 16               | 0            | 0            | 0            | 0                  | 0                  | 0                  | 1                 | 0                 | 1                 | 0                      | 0                      | 0                      | 5              | −6             | 2              | 0               | 0               | 0               | 36    | −29   | 19    |
| ЦСКА (Москва) | 2019/20 | 30               | −29              | 13               | 1            | −3           | 0            | 0                  | 0                  | 0                  | 0                 | 0                 | 0                 | 5                      | −9                     | 1                      | 0              | 0              | 0              | 0               | 0               | 0               | 36    | −41   | 14    |
| ЦСКА (Москва) | 2020/21 | 28               | −31              | 7                | 3            | −4           | 1            | 0                  | 0                  | 0                  | 0                 | 0                 | 0                 | 6                      | −8                     | 2                      | 0              | 0              | 0              | 0               | 0               | 0               | 37    | −43   | 10    |
| ЦСКА (Москва) | 2021/22 | 29               | −28              | 13               | 2            | −2           | 0            | 0                  | 0                  | 0                  | 0                 | 0                 | 0                 | 0                      | 0                      | 0                      | 0              | 0              | 0              | 0               | 0               | 0               | 31    | −30   | 13    |
| ЦСКА (Москва) | 2022/23 | 29               | −27              | 10               | 6            | −5           | 1            | 0                  | 0                  | 0                  | 0                 | 0                 | 0                 | 0                      | 0                      | 0                      | 0              | 0              | 0              | 0               | 0               | 0               | 35    | −32   | 11    |
| ЦСКА (Москва) | 2023/24 | 25               | −34              | 7                | 1            | 0            | 1            | 0                  | 0                  | 0                  | 1                 | 0                 | 1                 | 0                      | 0                      | 0                      | 0              | 0              | 0              | 0               | 0               | 0               | 27    | −34   | 9     |
| ЦСКА (Москва) | 2024/25 | 28               | −21              | 12               | 2            | 0            | 2            | 0                  | 0                  | 0                  | 0                 | 0                 | 0                 | 0                      | 0                      | 0                      | 0              | 0              | 0              | 0               | 0               | 0               | 30    | −21   | 14    |
| ЦСКА (Москва) | 2025/26 | 5                | −4               | 1                | 0            | 0            | 0            | 0                  | 0                  | 0                  | 1                 | 0                 | 1                 | 0                      | 0                      | 0                      | 0              | 0              | 0              | 0               | 0               | 0               | 6     | −4    | 2     |
| Всего         | Всего   | 601              | −501             | 265              | 55           | −42          | 24           | 2                  | −1                 | 1                  | 12                | −10               | 4                 | 57                     | −55                    | 23                     | 75             | −109           | 17             | 1               | −3              | 0               | 803   | −721  | 334   |

### В сборной
| Матчи Акинфеева за сборную России | Матчи Акинфеева за сборную России | Матчи Акинфеева за сборную России | Матчи Акинфеева за сборную России | Матчи Акинфеева за сборную России | Матчи Акинфеева за сборную России | Матчи Акинфеева за сборную России |
| --------------------------------- | --------------------------------- | --------------------------------- | --------------------------------- | --------------------------------- | --------------------------------- | --------------------------------- |
| №                                 | Дата                              | Оппонент                          | Счёт                              | Пропущено голов                   | Соревнование                      |                                   |
| 1                                 | 28 апреля 2004 года               | Норвегия                          | 2:3                               | 3                                 | Товарищеский матч                 |                                   |
| 2                                 | 30 марта 2005 года                | Эстония                           | 1:1                               | 1                                 | Отборочные матчи ЧМ-2006          |                                   |
| 3                                 | 4 июня 2005 года                  | Латвия                            | 2:0                               | —                                 | Отборочные матчи ЧМ-2006          |                                   |
| 4                                 | 17 августа 2005 года              | Латвия                            | 1:1                               | 1                                 | Отборочные матчи ЧМ-2006          |                                   |
| 5                                 | 3 сентября 2005 года              | Лихтенштейн                       | 2:0                               | —                                 | Отборочные матчи ЧМ-2006          |                                   |
| 6                                 | 7 сентября 2005 года              | Португалия                        | 0:0                               | —                                 | Отборочные матчи ЧМ-2006          |                                   |
| 7                                 | 8 октября 2005 года               | Люксембург                        | 5:1                               | 1                                 | Отборочные матчи ЧМ-2006          |                                   |
| 8                                 | 12 октября 2005 года              | Словакия                          | 0:0                               | —                                 | Отборочные матчи ЧМ-2006          |                                   |
| 9                                 | 1 марта 2006 года                 | Бразилия                          | 0:1                               | 1                                 | Товарищеский матч                 |                                   |
| 10                                | 27 мая 2006 года                  | Испания                           | 0:0                               | —                                 | Товарищеский матч                 |                                   |
| 11                                | 16 августа 2006 года              | Латвия                            | 1:0                               | —                                 | Товарищеский матч                 |                                   |
| 12                                | 6 сентября 2006 года              | Хорватия                          | 0:0                               | —                                 | Отборочные матчи ЧЕ-2008          |                                   |
| 13                                | 7 октября 2006 года               | Израиль                           | 1:1                               | 1                                 | Отборочные матчи ЧЕ-2008          |                                   |
| 14                                | 11 октября 2006 года              | Эстония                           | 2:0                               | —                                 | Отборочные матчи ЧЕ-2008          |                                   |
| 15                                | 15 ноября 2006 года               | Македония                         | 2:0                               | —                                 | Отборочные матчи ЧЕ-2008          |                                   |
| 16                                | 7 февраля 2007 года               | Нидерланды                        | 1:4                               | 4                                 | Товарищеский матч                 |                                   |
| 17                                | 24 марта 2007 года                | Эстония                           | 2:0                               | —                                 | Отборочные матчи ЧЕ-2008          |                                   |
| 18                                | 26 марта 2008 года                | Румыния                           | 0:3                               | 3                                 | Товарищеский матч                 |                                   |
| 19                                | 23 мая 2008 года                  | Казахстан                         | 6:0                               | —                                 | Товарищеский матч                 |                                   |
| 20                                | 28 мая 2008 года                  | Сербия                            | 2:1                               | 1                                 | Товарищеский матч                 |                                   |
| 21                                | 10 июня 2008 года                 | Испания                           | 1:4                               | 4                                 | Финальные матчи ЧЕ-2008           |                                   |
| 22                                | 14 июня 2008 года                 | Греция                            | 1:0                               | —                                 | Финальные матчи ЧЕ-2008           |                                   |
| 23                                | 18 июня 2008 года                 | Швеция                            | 2:0                               | —                                 | Финальные матчи ЧЕ-2008           |                                   |
| 24                                | 21 июня 2008 года                 | Нидерланды                        | 3:1                               | 1                                 | Финальные матчи ЧЕ-2008           |                                   |
| 25                                | 26 июня 2008 года                 | Испания                           | 0:3                               | 3                                 | Финальные матчи ЧЕ-2008           |                                   |
| 26                                | 20 августа 2008 года              | Нидерланды                        | 1:1                               | 1                                 | Товарищеский матч                 |                                   |
| 27                                | 10 сентября 2008 года             | Уэльс                             | 2:1                               | 1                                 | Отборочные матчи ЧМ-2010          |                                   |
| 28                                | 11 октября 2008 года              | Германия                          | 1:2                               | 2                                 | Отборочные матчи ЧМ-2010          |                                   |
| 29                                | 15 октября 2008 года              | Финляндия                         | 3:0                               | —                                 | Отборочные матчи ЧМ-2010          |                                   |
| 30                                | 28 марта 2009 года                | Азербайджан                       | 2:0                               | —                                 | Отборочные матчи ЧМ-2010          |                                   |
| 31                                | 1 апреля 2009 года                | Лихтенштейн                       | 1:0                               | —                                 | Отборочные матчи ЧМ-2010          |                                   |
| 32                                | 10 июня 2009 года                 | Финляндия                         | 3:0                               | —                                 | Отборочные матчи ЧМ-2010          |                                   |
| 33                                | 12 августа 2009 года              | Аргентина                         | 2:3                               | 3                                 | Товарищеский матч                 |                                   |
| 34                                | 5 сентября 2009 года              | Лихтенштейн                       | 3:0                               | —                                 | Отборочные матчи ЧМ-2010          |                                   |
| 35                                | 9 сентября 2009 года              | Уэльс                             | 3:1                               | 1                                 | Отборочные матчи ЧМ-2010          |                                   |
| 36                                | 10 октября 2009 года              | Германия                          | 0:1                               | 1                                 | Отборочные матчи ЧМ-2010          |                                   |
| 37                                | 14 октября 2009 года              | Азербайджан                       | 1:1                               | 1                                 | Отборочные матчи ЧМ-2010          |                                   |
| 38                                | 14 ноября 2009 года               | Словения                          | 2:1                               | 1                                 | Отборочные матчи ЧМ-2010          |                                   |
| 39                                | 18 ноября 2009 года               | Словения                          | 0:1                               | 1                                 | Отборочные матчи ЧМ-2010          |                                   |
| 40                                | 3 марта 2010 года                 | Венгрия                           | 1:1                               | 1                                 | Товарищеский матч                 |                                   |
| 41                                | 11 августа 2010 года              | Болгария                          | 1:0                               | —                                 | Товарищеский матч                 |                                   |
| 42                                | 3 сентября 2010 года              | Андорра                           | 2:0                               | —                                 | Отборочные матчи ЧЕ-2012          |                                   |
| 43                                | 7 сентября 2010 года              | Словакия                          | 0:1                               | 1                                 | Отборочные матчи ЧЕ-2012          |                                   |
| 44                                | 8 октября 2010 года               | Ирландия                          | 3:2                               | 2                                 | Отборочные матчи ЧЕ-2012          |                                   |
| 45                                | 12 октября 2010 года              | Македония                         | 1:0                               | —                                 | Отборочные матчи ЧЕ-2012          |                                   |
| 46                                | 17 ноября 2010 года               | Бельгия                           | 0:2                               | 2                                 | Товарищеский матч                 |                                   |
| 47                                | 9 февраля 2011 года               | Иран                              | 0:1                               | 1                                 | Товарищеский матч                 |                                   |
| 48                                | 26 марта 2011 года                | Армения                           | 0:0                               | —                                 | Отборочные матчи ЧЕ-2012          |                                   |
| 49                                | 4 июня 2011 года                  | Армения                           | 3:1                               | 1                                 | Отборочные матчи ЧЕ-2012          |                                   |
| 50                                | 10 августа 2011 года              | Сербия                            | 1:0                               | —                                 | Товарищеский матч                 |                                   |
| н/о                               | 29 мая 2012 года                  | Литва                             | 0:0                               | —                                 | Товарищеский матч                 |                                   |
| 51                                | 1 июня 2012 года                  | Италия                            | 3:0                               | —                                 | Товарищеский матч                 |                                   |
| 52                                | 15 августа 2012 года              | Кот-д’Ивуар                       | 1:1                               | —                                 | Товарищеский матч                 |                                   |
| 53                                | 7 сентября 2012 года              | Северная Ирландия                 | 2:0                               | —                                 | Отборочные матчи ЧМ-2014          |                                   |
| 54                                | 11 сентября 2012 года             | Израиль                           | 4:0                               | —                                 | Отборочные матчи ЧМ-2014          |                                   |
| 55                                | 12 октября 2012 года              | Португалия                        | 1:0                               | —                                 | Отборочные матчи ЧМ-2014          |                                   |
| 56                                | 16 октября 2012 года              | Азербайджан                       | 1:0                               | —                                 | Отборочные матчи ЧМ-2014          |                                   |
| 57                                | 6 февраля 2013 года               | Исландия                          | 2:0                               | —                                 | Товарищеский матч                 |                                   |
| 58                                | 7 июня 2013 года                  | Португалия                        | 0:1                               | 1                                 | Отборочные матчи ЧМ-2014          |                                   |
| 59                                | 14 августа 2013 года              | Северная Ирландия                 | 0:1                               | 1                                 | Отборочные матчи ЧМ-2014          |                                   |
| 60                                | 6 сентября 2013 года              | Люксембург                        | 4:1                               | 1                                 | Отборочные матчи ЧМ-2014          |                                   |
| 61                                | 10 сентября 2013 года             | Израиль                           | 3:1                               | 1                                 | Отборочные матчи ЧМ-2014          |                                   |
| 62                                | 11 октября 2013 года              | Люксембург                        | 4:0                               | —                                 | Отборочные матчи ЧМ-2014          |                                   |
| 63                                | 15 октября 2013 года              | Азербайджан                       | 1:1                               | 1                                 | Отборочные матчи ЧМ-2014          |                                   |
| 64                                | 15 ноября 2013 года               | Сербия                            | 1:1                               | 1                                 | Товарищеский матч                 |                                   |
| 65                                | 5 марта 2014 года                 | Армения                           | 2:0                               | —                                 | Товарищеский матч                 |                                   |
| 66                                | 26 мая 2014 года                  | Словакия                          | 1:0                               | —                                 | Товарищеский матч                 |                                   |
| 67                                | 31 мая 2014 года                  | Норвегия                          | 1:1                               | 1                                 | Товарищеский матч                 |                                   |
| 68                                | 6 июня 2014 года                  | Марокко                           | 2:0                               | —                                 | Товарищеский матч                 |                                   |
| 69                                | 17 июня 2014 года                 | Республика Корея                  | 1:1                               | 1                                 | Финальные матчи ЧМ-2014           |                                   |
| 70                                | 22 июня 2014 года                 | Бельгия                           | 0:1                               | 1                                 | Финальные матчи ЧМ-2014           |                                   |
| 71                                | 26 июня 2014 года                 | Алжир                             | 1:1                               | 1                                 | Финальные матчи ЧМ-2014           |                                   |
| 72                                | 3 сентября 2014 года              | Азербайджан                       | 4:0                               | —                                 | Товарищеский матч                 |                                   |
| 73                                | 8 сентября 2014 года              | Лихтенштейн                       | 4:0                               | —                                 | Отборочные матчи ЧЕ-2016          |                                   |
| 74                                | 9 октября 2014 года               | Швеция                            | 1:1                               | 1                                 | Отборочные матчи ЧЕ-2016          |                                   |
| 75                                | 12 октября 2014 года              | Молдова                           | 1:1                               | 1                                 | Отборочные матчи ЧЕ-2016          |                                   |
| 76                                | 15 ноября 2014 года               | Австрия                           | 0:1                               | 1                                 | Отборочные матчи ЧЕ-2016          |                                   |
| 77                                | 27 марта 2015 года                | Черногория                        | 3:0                               | —                                 | Отборочные матчи ЧЕ-2016          |                                   |
| 78                                | 7 июня 2015 года                  | Беларусь                          | 4:2                               | 2                                 | Товарищеский матч                 |                                   |
| 79                                | 14 июня 2015 года                 | Австрия                           | 0:1                               | 1                                 | Отборочные матчи ЧЕ-2016          |                                   |
| 80                                | 5 сентября 2015 года              | Швеция                            | 1:0                               | —                                 | Отборочные матчи ЧЕ-2016          |                                   |
| 81                                | 8 сентября 2015 года              | Лихтенштейн                       | 7:0                               | —                                 | Отборочные матчи ЧЕ-2016          |                                   |
| 82                                | 9 октября 2015 года               | Молдова                           | 2:1                               | 1                                 | Отборочные матчи ЧЕ-2016          |                                   |
| 83                                | 12 октября 2015 года              | Черногория                        | 2:0                               | —                                 | Отборочные матчи ЧЕ-2016          |                                   |
| 84                                | 14 ноября 2015 года               | Португалия                        | 1:0                               | —                                 | Товарищеский матч                 |                                   |
| 85                                | 29 марта 2016 года                | Франция                           | 2:4                               | 2                                 | Товарищеский матч                 |                                   |
| 86                                | 5 июня 2016 года                  | Сербия                            | 1:1                               | 1                                 | Товарищеский матч                 |                                   |
| 87                                | 11 июня 2016 года                 | Англия                            | 1:1                               | 1                                 | Финальные матчи ЧЕ-2016           |                                   |
| 88                                | 15 июня 2016 года                 | Словакия                          | 1:2                               | 2                                 | Финальные матчи ЧЕ-2016           |                                   |
| 89                                | 20 июня 2016 года                 | Уэльс                             | 0:3                               | 3                                 | Финальные матчи ЧЕ-2016           |                                   |
| 90                                | 31 августа 2016 года              | Турция                            | 0:0                               | —                                 | Товарищеский матч                 |                                   |
| 91                                | 6 сентября 2016 года              | Гана                              | 1:0                               | —                                 | Товарищеский матч                 |                                   |
| 92                                | 10 ноября 2016 года               | Катар                             | 1:2                               | 1                                 | Товарищеский матч                 |                                   |
| 93                                | 15 ноября 2016 года               | Румыния                           | 1:0                               | —                                 | Товарищеский матч                 |                                   |
| 94                                | 24 марта 2017 года                | Кот-д’Ивуар                       | 0:2                               | 2                                 | Товарищеский матч                 |                                   |
| 95                                | 28 марта 2017 года                | Бельгия                           | 3:3                               | 3                                 | Товарищеский матч                 |                                   |
| 96                                | 5 июня 2017 года                  | Венгрия                           | 3:0                               | —                                 | Товарищеский матч                 |                                   |
| 97                                | 9 июня 2017 года                  | Чили                              | 1:1                               | 1                                 | Товарищеский матч                 |                                   |
| 98                                | 17 июня 2017 года                 | Новая Зеландия                    | 2:0                               | —                                 | Кубок конфедераций 2017           |                                   |
| 99                                | 21 июня 2017 года                 | Португалия                        | 0:1                               | 1                                 | Кубок конфедераций 2017           |                                   |
| 100                               | 24 июня 2017 года                 | Мексика                           | 1:2                               | 2                                 | Кубок конфедераций 2017           |                                   |
| 101                               | 7 октября 2017 года               | Республика Корея                  | 4:2                               | 2                                 | Товарищеский матч                 |                                   |
| 102                               | 11 ноября 2017 года               | Аргентина                         | 0:1                               | 1                                 | Товарищеский матч                 |                                   |
| 103                               | 23 марта 2018 года                | Бразилия                          | 0:3                               | 3                                 | Товарищеский матч                 |                                   |
| 104                               | 30 мая 2018 года                  | Австрия                           | 0:1                               | 1                                 | Товарищеский матч                 |                                   |
| 105                               | 5 июня 2018 года                  | Турция                            | 1:1                               | 1                                 | Товарищеский матч                 |                                   |
| 106                               | 14 июня 2018 года                 | Саудовская Аравия                 | 5:0                               | —                                 | Финальные матчи ЧМ-2018           |                                   |
| 107                               | 19 июня 2018 года                 | Египет                            | 3:1                               | 1                                 | Финальные матчи ЧМ-2018           |                                   |
| 108                               | 25 июня 2018 года                 | Уругвай                           | 0:3                               | 3                                 | Финальные матчи ЧМ-2018           |                                   |
| 109                               | 1 июля 2018 года                  | Испания                           | 1:1(п. 4:3)                       | 1                                 | Финальные матчи ЧМ-2018           |                                   |
| 110                               | 7 июля 2018 года                  | Хорватия                          | 2:2(п. 3:4)                       | 2                                 | Финальные матчи ЧМ-2018           |                                   |

Итого по официальным матчам: 110 матчей и 95 пропущенных голов; 55 побед, 25 ничьих, 30 поражений, 47 «сухих» матчей (без учёта не включённого ФИФА в официальный реестр товарищеского матча Россия — Литва (0:0), сыгранного 29 мая 2012 года).
| Год   | ОМ-ЧМ | ОМ-ЧМ | ОМ-ЧМ | ЧМ   | ЧМ   | ЧМ   | ОМ-ЧЕ | ОМ-ЧЕ | ОМ-ЧЕ | ЧЕ   | ЧЕ   | ЧЕ   | КК   | КК   | КК   | ТМ   | ТМ   | ТМ   | Всего | Всего | Всего |
| Год   | Игры  | Голы  | С.М.  | Игры | Голы | С.М. | Игры  | Голы  | С.М.  | Игры | Голы | С.М. | Игры | Голы | С.М. | Игры | Голы | С.М. | Игры  | Голы  | С.М.  |
| ----- | ----- | ----- | ----- | ---- | ---- | ---- | ----- | ----- | ----- | ---- | ---- | ---- | ---- | ---- | ---- | ---- | ---- | ---- | ----- | ----- | ----- |
| 2004  | 0     | 0     | 0     | 0    | 0    | 0    | 0     | 0     | 0     | 0    | 0    | 0    | 0    | 0    | 0    | 1    | −3   | 0    | 1     | −3    | 0     |
| 2005  | 7     | −3    | 4     | 0    | 0    | 0    | 0     | 0     | 0     | 0    | 0    | 0    | 0    | 0    | 0    | 0    | 0    | 0    | 7     | −3    | 4     |
| 2006  | 0     | 0     | 0     | 0    | 0    | 0    | 4     | −1    | 3     | 0    | 0    | 0    | 0    | 0    | 0    | 3    | −1   | 2    | 7     | −2    | 5     |
| 2007  | 0     | 0     | 0     | 0    | 0    | 0    | 1     | 0     | 1     | 0    | 0    | 0    | 0    | 0    | 0    | 1    | −4   | 0    | 2     | −4    | 1     |
| 2008  | 3     | −3    | 1     | 0    | 0    | 0    | 0     | 0     | 0     | 5    | −8   | 2    | 0    | 0    | 0    | 4    | −5   | 1    | 12    | −16   | 4     |
| 2009  | 9     | −5    | 4     | 0    | 0    | 0    | 0     | 0     | 0     | 0    | 0    | 0    | 0    | 0    | 0    | 1    | −3   | 0    | 10    | −8    | 4     |
| 2010  | 0     | 0     | 0     | 0    | 0    | 0    | 4     | −3    | 2     | 0    | 0    | 0    | 0    | 0    | 0    | 3    | −3   | 1    | 7     | −6    | 3     |
| 2011  | 0     | 0     | 0     | 0    | 0    | 0    | 2     | −1    | 1     | 0    | 0    | 0    | 0    | 0    | 0    | 2    | −1   | 1    | 4     | −2    | 2     |
| 2012  | 4     | 0     | 4     | 0    | 0    | 0    | 0     | 0     | 0     | 0    | 0    | 0    | 0    | 0    | 0    | 2    | 0    | 2    | 6     | 0     | 6     |
| 2013  | 6     | −5    | 1     | 0    | 0    | 0    | 0     | 0     | 0     | 0    | 0    | 0    | 0    | 0    | 0    | 2    | −1   | 1    | 8     | −6    | 2     |
| 2014  | 0     | 0     | 0     | 3    | −3   | 0    | 4     | −3    | 1     | 0    | 0    | 0    | 0    | 0    | 0    | 5    | −1   | 4    | 12    | −7    | 5     |
| 2015  | 0     | 0     | 0     | 0    | 0    | 0    | 6     | −2    | 4     | 0    | 0    | 0    | 0    | 0    | 0    | 2    | −2   | 1    | 8     | −4    | 5     |
| 2016  | 0     | 0     | 0     | 0    | 0    | 0    | 0     | 0     | 0     | 3    | −6   | 0    | 0    | 0    | 0    | 6    | −4   | 3    | 9     | −10   | 3     |
| 2017  | 0     | 0     | 0     | 0    | 0    | 0    | 0     | 0     | 0     | 0    | 0    | 0    | 3    | −3   | 1    | 6    | −9   | 1    | 9     | −12   | 2     |
| 2018  | 0     | 0     | 0     | 5    | −7   | 1    | 0     | 0     | 0     | 0    | 0    | 0    | 0    | 0    | 0    | 3    | −5   | 0    | 8     | −12   | 1     |
| Всего | 29    | −16   | 14    | 8    | −10  | 1    | 21    | −10   | 12    | 8    | −14  | 2    | 3    | −3   | 1    | 41   | −42  | 16   | 111   | −95   | 47    |

## Достижения

### Командные достижения
ЦСКА
- Чемпион России (6): 2003, 2005, 2006, 2012/13, 2013/14, 2015/16
- Серебряный призёр чемпионата России (7): 2004, 2008, 2010, 2014/15, 2016/17, 2017/18, 2022/23
- Бронзовый призёр чемпионата России (3): 2007, 2011/12, 2024/25
- Обладатель Кубка России (8): 2004/05, 2005/06, 2007/08, 2008/09, 2010/11, 2012/13, 2022/23, 2024/25
- Обладатель Суперкубка России (8): 2004, 2006, 2007, 2009, 2013, 2014, 2018, 2025
- Обладатель Кубка УЕФА: 2004/05

Итого: 23 трофея
Сборная России
- Бронзовый призёр чемпионата Европы: 2008

### Личные достижения
общие
- Приз «Вратарь года» имени Льва Яшина (журнал «Огонёк») (11) — 2004, 2005, 2006, 2008, 2009, 2010[106], 2012/13, 2013/14, 2016/17[107], 2017/18, 2022/23[108].
- В рамках премии «Золотая подкова» дважды получил «Золотую подкову» (2010, 2015), пять раз «Серебряную» (2005, 2006, 2008, 2009, 2014) и один раз «Бронзовую» (2011).
- Приз «Лучший футболист стран СНГ и Балтии» («Звезда») от газеты «Спорт-Экспресс»: 2006.
- Лучший вратарь России по версии РФС: 2008, 2009[109], 2010[110], 2012/2013, 2013/2014.
- Лучший футболист месяца чемпионата России: апрель 2014, март 2025[111].
- Вратарь, быстрее всех сыгравший 100 сухих официальных матчей за карьеру в истории отечественного футбола[112]
(100-й сухой матч был сыгран Акинфеевым 3 августа 2008 года[113], когда ЦСКА сыграл с «Крыльями Советов» вничью 0:0, а Акинфееву было 22 года 117 дней).
- В 2009 году занял пятое место в рейтинге лучших вратарей мира по версии международной федерации футбольной истории и статистики (IFFHS)[114]
- Самый молодой голкипер в истории российского футбола, сыгравший 200 сухих матчей (27 лет и 357 дней)[115].
- Вошёл в число 15 лучших голкиперов мира XXI века по версии IFFHS в 2012 году[116]
- Лучший футболист года по версии РФС: 2012/13[117].
- Возглавляет Клуб Льва Яшина[10].
- 2-е место в голосовании «Спасение сезона 2015/16 годов» на сайте УЕФА за спасение на 71-й минуте матча чемпионата Европы 2016 года Англия — Россия (1:1)[118][119], первое место занял Габор Кирай[120].
- «Футбольный джентльмен года в России» (2016)[121].
- Вошёл в десятку самых популярных людей 2018 года по версии «Яндекса». В рейтинг вошли люди, чьи фамилии были наиболее популярными в поисковых запросах в 2018 году. Для составления рейтинга использовались данные о поисковых запросах за период с 1 января по 19 ноября 2018 года[122].
- Единственный вратарь в истории советского и российского футбола, сыгравший 300 матчей «на ноль» (2 декабря 2018 года)[57].
- Вошёл в десятку лучших вратарей мира 2018 года по версии L’Equipe[123]
- Рекордсмен среди всех советских и постсоветских вратарей по количеству игр за карьеру. 27 октября 2019 года в матче ЦСКА — Динамо сыграл 728-ю игру и обошёл Александра Шовковского[источник не указан 1108 дней].
- Вошёл в число шести лучших вратарей мира в XXI веке по числу «сухих матчей»[124]

ЦСКА
- В списках 33 лучших футболистов чемпионата России (19): № 1 — 15 раз (рекордсмен по количеству включений под № 1): 2005, 2006, 2008, 2009, 2010, 2012/2013, 2013/2014, 2014/2015, 2015/2016, 2016/2017, 2017/2018, 2018/2019, 2019/2020, 2022/2023, 2024/2025;
№ 2 — 2 раза: 2011/2012, 2021/2022; № 3 — 2 раза: 2004, 2020/2021 (рекордсмен по количеству включений)
- Лучший молодой футболист российской премьер-лиги (лауреат премии «Первая пятёрка»): 2005.
- Лучший игрок ЦСКА сезонов 2013/14[125] и 2016/17[126] годов по мнению болельщиков команды.
- Рекордсмен по количеству сухих матчей в составе советских/российских клубов в еврокубках — 28 из 85 (38,4 %) (на 15 апреля 2015 года).
Установил это достижение в 24 года, опередив голкипера киевского «Динамо» Евгения Рудакова (25 встреч).
- Рекордсмен по количеству официальных сухих матчей за различные российские команды — 191 против 176 у Вячеслава Малафеева (на конец 2015 года).
- Рекордсмен по количеству сухих матчей в чемпионатах России — 161 (из 358) (на 11 марта 2017 года).
29 ноября 2014 года в 15 туре чемпионата страны в игре против ФК «Уфа» (5:0) сыграл свой 130-й сухой матч в чемпионате, обойдя рекордсмена Сергея Овчинникова (129)[50], а 11 марта 2017 года побил рекорд, установленный в чемпионатах СССР вратарём «Динамо» Львом Яшиным: 160 сухих матчей (из 326)[127][128].
- Игрок, сыгравший наибольшее количество игр за ЦСКА. 2 декабря 2014 года в матче Кубань — ЦСКА сыграл 428-ю игру и вышел на первое место в списке «гвардейцев», опередив В. Г. Федотова.
- Рекордсмен чемпионатов России по количеству сезонов, сыгранных абсолютно полностью: все игры без замен. 21 мая 2016 года в матче Рубин — ЦСКА сыграл 30-ю игру чемпионата, и этот сезон стал для Акинфеева 4-м подобным в чемпионатах и рекордным для российских игроков. До этого совместно с ним держателями рекорда были игроки с тремя такими сезонами: Евгений Крюков, Андрей Саморуков, Платон Захарчук, Элвер Рахимич и Александр Беленов. Потом Акинфеев добавил к этому списку сезоны 18/19 и 19/20 годов, доведя счёт сезонов до шести.[129]
- Рекордсмен клуба по количеству игр подряд в чемпионате, в которых не пропускал мячи во вторых таймах — 12 игр подряд[130].
- Рекордсмен чемпионатов России и СССР по количеству игр за одну команду — свыше 600. 23 октября 2016 года в матче Локомотив — ЦСКА был установлен рекорд для чемпионатов России — 350 игр[131]. 19 августа 2019 года в матче Спартак — ЦСКА был установлен рекорд для чемпионатов СССР и России — 433 игры.
- Рекордсмен чемпионатов России по количеству сезонов, в которых единолично становился первым по количеству сухих матчей среди всех вратарей сезона чемпионата — 6 сезонов. Установил рекорд, сыграв 11 марта 2017 года в матче ЦСКА — Томь и выйдя на лидерскую позицию по сухим играм, держа её единолично до конца сезона; это стал 3-й такой сезон в чемпионатах России для Акинфеева — и рекордный для всех вратарей в российских чемпионатах. До этого по два таких сезона было у Сергея Овчинникова, Антонина Кински и Сергея Рыжикова. В дальнейшем Акинфеев в сезонах 17/18, 18/19 и 21/22 годов снова становился единолично первым по сухим играм[129].
- Рекордсмен чемпионатов России по количеству побед над «Спартаком» в составе одного клуба — 15 побед[132].
- Рекордсмен среди всех советских и российских футболистов по количеству игр за один клуб во всех турнирах. 2 декабря 2018 года сыграл 586-ю игру и обошёл Олега Блохина.

сборная России
- Член Клуба Игоря Нетто.
- Самый молодой вратарь, дебютировавший в составе сборной СССР/России — 28 апреля 2004 года в гостях с Норвегией (2:3) в возрасте 18 лет 20 дней[112].
- Обладатель самой продолжительной сухой серии в истории сборных СССР и России длиною в 761 минуту (9 сухих игр подряд).
Прежний рекорд принадлежал Вячеславу Малафееву и составлял 653 минуты[89].
- Рекордсмен по количеству матчей за национальную сборную среди вратарей — 110 (111, с учётом матча с Литвой 29 мая 2012 года)[источник не указан 1108 дней].
- Рекордсмен по количеству сухих матчей в истории национальной сборной — 47 (48) из 110 (111) (42,7 %)[источник не указан 1108 дней].

## Государственные и ведомственные награды, почётные звания
- Орден Почёта (2018)[133]
- Орден Дружбы (2006)[134]
- Заслуженный мастер спорта (2005)

## Антирекорд в Лиге чемпионов
Акинфееву принадлежит антирекорд в Лиге чемпионов: в течение 11 лет и 1 дня с 21 ноября 2006 года по 22 ноября 2017 года он пропускал голы в 39 матчах основного турнира подряд (85 голов). Ещё 3 октября 2013 года он побил «достижение» вратаря ПСВ Роналда Ваттереса, который в 1997—2000 годах не мог удержать ворота «сухими» в 16 матчах Лиги чемпионов подряд. Антирекорд Акинфеева начался в сезоне-2006/2007, когда голкипер пропустил в двух матчах кряду (имея к тому моменту шестиматчевую с учётом квалификационных раундов «сухую» серию). В следующем сезоне ЦСКА принял участие в групповом этапе, а Акинфеев сыграл в трёх матчах, пропуская в каждом из них. Серия продолжилась в сезоне-2009/10, в котором ЦСКА провёл 10 матчей, дойдя до 1/4 финала. Ещё шесть матчей серии состоялись в сезоне 2013/2014 и шесть — в сезоне 2014/2015. Сезон 2015/16 также начался с семи пропущенных голов в двух раундах квалификации и завершился 9 пропущенными голами во всех 6 матчах группового этапа. В розыгрыше 2016/17 Акинфеев пропустил 11 мячей в 6 играх. Серия прервалась в домашнем матче 5 тура турнира 2017/18 против «Бенфики» (2:0).
Учитывая и квалификационные матчи, он пропускал также в 39 матчах подряд — 35 в основном турнире и 4 в квалификационном — 84 гола. Эта серия прервалась в гостевом матче с АЕК (2:0) 25 июля 2017 года, продлившись 3919 дней — 10 лет и 8 месяцев; все четыре матча квалификации Лиги чемпионов 2017/2018 Акинфеев отыграл на «ноль».
В двух матчах с «Трабзонспором» (3:0, 0:0) в сезоне 2011/12, в которых ЦСКА не пропускал голов, ворота клуба защищал Владимир Габулов.
Кроме того, Акинфеев стал первым в истории вратарём, ставшим автором двух автоголов в матчах Лиги чемпионов. На счёт Акинфеева записаны голы в свои ворота 25 ноября 2015 года в игре против «Вольфсбурга» и 8 декабря 2016 года в матче с «Тоттенхэмом».

## Личная жизнь

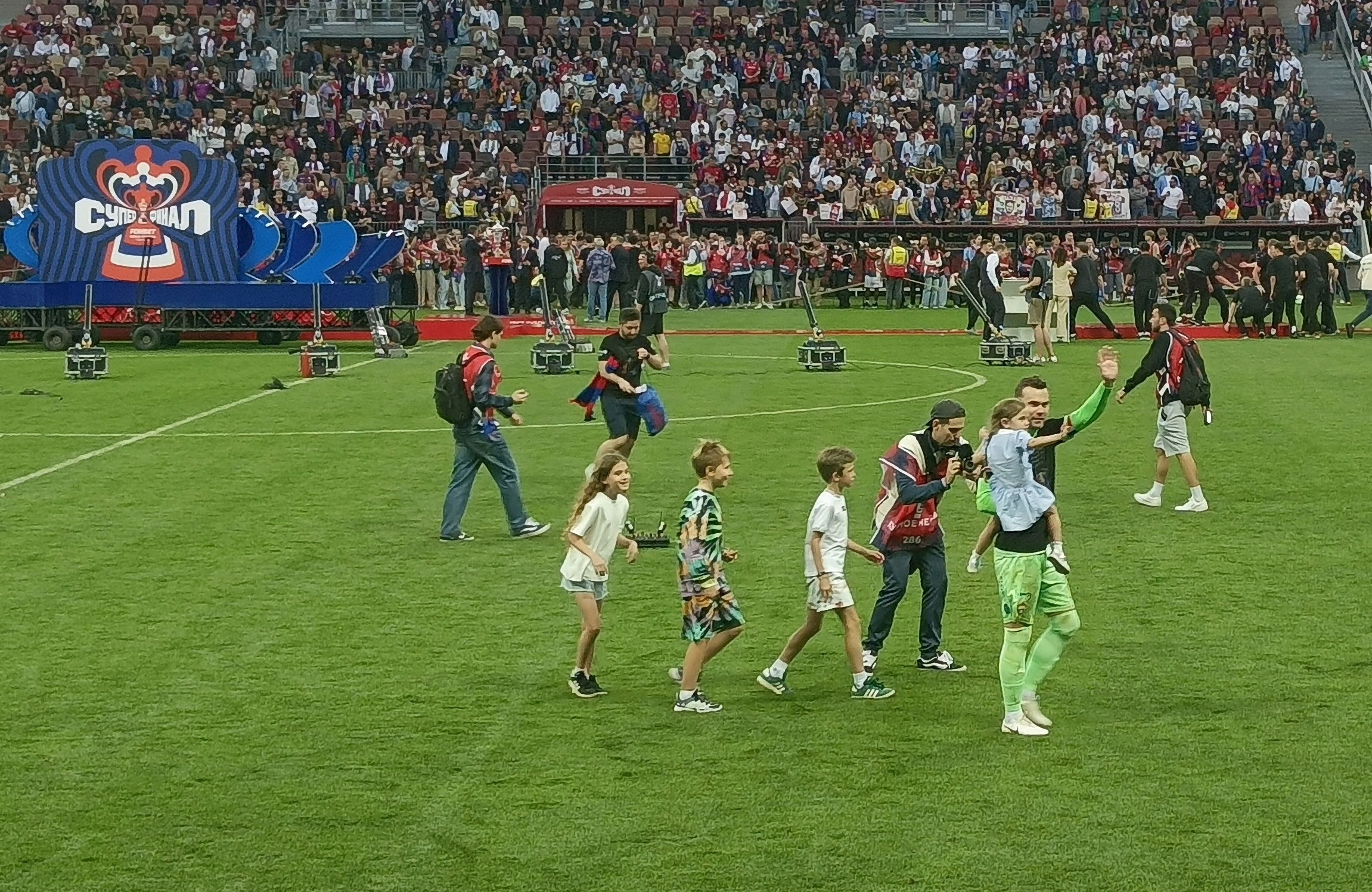
Игорь Акинфеев с детьми после победы в Суперфинале Кубка России 2024/2025 в День защиты детей

### Семья
Отец — Владимир Васильевич, мать — Ирина Владимировна. Есть брат Евгений.
Жена Екатерина Герун. Родилась в Киеве 1 ноября 1986 года. 17 мая 2014 года у пары родился сын Даниил, а 4 сентября 2015 года, накануне матча со сборной Швеции, — дочь Евангелина. 2 марта 2021 года родилась дочь Агата.

### Образование
После окончания Московской школы № 704 в 2003 году Акинфеев поступил в Московскую государственную академию физической культуры (МГАФК). Окончил её в 2008 году, защитив диплом на тему «Тактико-технические действия вратаря во время футбольного матча».
Осенью 2018 года Акинфеев был зачислен в очно-заочную магистратуру на направление «Менеджмент» в Российский государственный университет нефти и газа имени Губкина (РГУНГ).

## Общественно-политическая позиция
В 2012 и 2018 годах был официально зарегистрирован как доверенное лицо кандидата в Президенты РФ Владимира Путина.
В июне 2024 года на выставке «Россия» провёл урок для семей ветеранов и участников российского вторжения на Украину.

## Вне футбола
- С детства любит группу «Руки Вверх!», дружит с её солистом Сергеем Жуковым (он же болельщик ЦСКА), они вместе записали песни «Летний вечер» и «Мой друг»[151][152][153][154]; также Игорь снялся в клипах группы «Открой мне дверь»[155] и «Она меня целует» (вместе со своей женой Екатериной)[156]. В июле 2009 года Акинфеев стал крёстным отцом дочки Жукова[157]. В 2021 году снялся в комедии «Евгенич», где главного героя играет Сергей Жуков[158][159]. В рамках проекта была записана песня «Акинфей»[160][161].
- Написал книгу «100 пенальти от читателей», в которой отвечает на вопросы болельщиков[162].

### Работа в рекламе
- Ипотека «ДомКлик» от «Сбербанка»[163]
- Hyundai IX 35
- Дезодорант для мужчин